# Dalcera
Dalcera es un género de polillas de la familia Dalceridae con cuatro especies. La larva de una especie, D. abrasa, es una plaga de la planta del café.

## Especies
- Dalcera abrasa
  - Plantas alimenticias registradas: café, Eremanthus glomerulatus, Erythroxylum deciduum, Metrodorea pubescens, Ouratea hexasperma, Pouteria ramiflora, Qualea parviflora
- Dalcera canescens
- Dalcera haywardi
- Dalcera semirufa